# Costa de la Calma
Costa de la Calma es una zona residencial y turística situada en el municipio español de Calviá, en Mallorca, comunidad autónoma de las Islas Baleares. Se extiende entre Santa Ponsa y Peguera, y entre su litoral se encuentra la playa de Cala Blanca, caracterizada por sus rocas y por las diversas entradas al mar, además de pequeñas calas. Su población censada el 31 de agosto de 2017 era de 1.644 habitantes. Se trata de una urbanización que, fue desarrollada por un conocido grupo de arquitectos catalanes que tuvieron en cuenta una rigurosa adaptación al terreno e integración con el paisaje. Sin embargo, tiempo después, al igual que muchas otras urbanizaciones de la isla, fue continuada por otros profesionales que construyeron sobre el litoral, incurriendo en un término académico conocido como balearización.
Tiene un chiringuito de playa con el mismo nombre, a la orilla del mar, y suele ser muy frecuentado durante los meses de temporada alta, principalmente por las vistas que tiene la zona, entre otra serie de cosas. En su litoral cuenta con dos pequeñas playas, bajo los acantilados, una de ellas en forma de cala, desde la cual hay un sendero que conduce hasta el chiringuito. Tiene también una pequeña playa para perros, de piedras y arena, llamada Cala dels Gats, situada entre Punta des Gats y Cala Blanca. Forma parte del entramado del Paseo Calviá, un paseo peatonal conocido localmente como el pulmón verde del municipio, que comunica entre sí a sus núcleos de población.

## Historia
Acontecimiento histórico relevante en esta zona fue el desembarco del rey Pedro IV de Aragón en 1343 antes de conquistar la isla y destronar a Jaime III de Mallorca.

## Fauna y Flora
Tiene registrados una serie de yacimientos de moluscos terrestres recolectados por Claude Bernard, un profesor de la universidad de Lyon, especializado en Malacología, que investigó sus terrenos oligocenos y presentó un estudio. No obstante, 
en uno de los yacimientos recopiló que había dientes y otolitos de peces, y lavó sedimentos en afloramientos lignitosos, pero todos han sido reseñados como estériles en cuanto a fauna mastológica.

## Fiestas
Costa de la Calma celebra sus fiestas patronales del 4 al 15 de agosto, junto con la localidad de El Toro.